# ساختار اسپینل

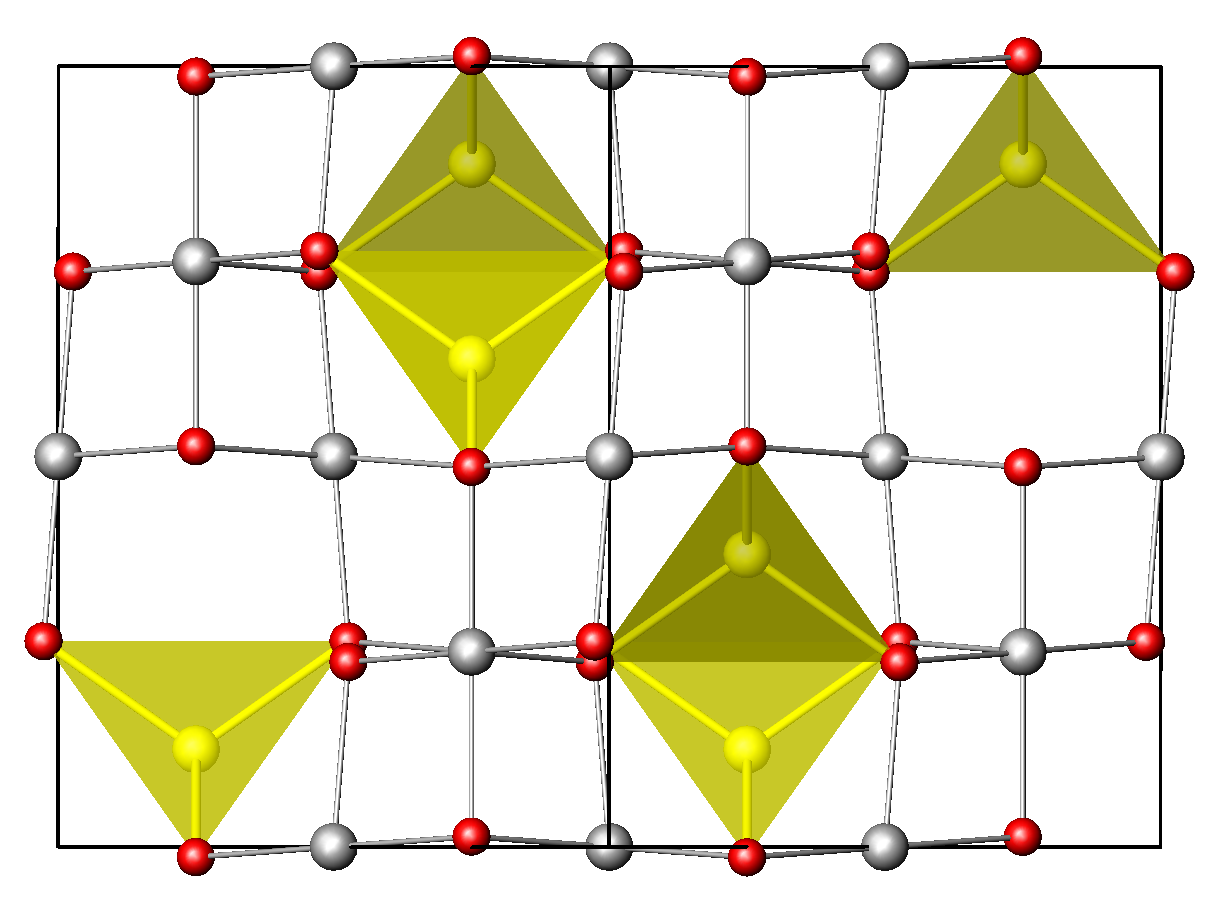

ساختار اسپینل یکی از ساختارهای سه‌تایی مواد با فرمول عمومی AB2O4 است که در آن A و B کاتیون‌های فلزی مختلف هستند. این ساختار را می‌توان ترکیبی از ساختارهای نمک طعام و بلند روی در نظر گرفت. در ساختار اسپینل یون‌های دو ظرفیتی A در حفره‌های چهاروجهی و یون‌های سه ظرفیتی B در حفره‌های هشت‌وجهی قرار دارند.
ساختارهای اسپینل معمولی دارای هشت مکان چهار وجهی و چهار قسمت هشت وجهی در هر واحد فرمول هستند. فضاهای چهار وجهی کوچکتر از فضاهای هشت وجهی هستند. یون های B نیمی از سوراخ های هشت وجهی را اشغال می کنند، در حالی که یون های A یک هشتم سوراخ های چهار وجهی را اشغال می کنند.